# Bataille de Buzenval (1871)
Pour les articles homonymes, voir Bataille de Buzenval.
Guerre franco-allemande
Batailles
- Chronologie de la guerre franco-prussienne de 1870
- Sarrebruck (08-1870)
- Wissembourg (08-1870)
- Forbach-Spicheren (08-1870)
- Wœrth (08-1870)
- Bitche (08-1870)
- Phalsbourg (08-1870)
- Borny-Colombey (08-1870)
- Strasbourg (08-1870)
- Mars-la-Tour (08-1870)
- Toul (08-1870)
- Gravelotte (08-1870)
- Metz (08-1870)
- Nouart (08-1870)
- Beaumont (08-1870)
- Noisseville (08-1870)
- Sedan (08-1870)
- Montmédy (09-1870)
- Soissons (09-1870)
- Siège de Paris et chronologie du siège (09-1870)
- Nompatelize (10-1870)
- Bellevue (10-1870)
- Châtillon (10-1870
- Châteaudun (10-1870)
- Buzenval (10-1870)
- Bourget (10-1870)
- Dijon (10-1870)
- Belfort (11-1870)
- La Fère (11-1870)
- Langres (11-1870)
- Bouvet et Meteor (navale) (11-1870)
- Coulmiers (11-1870)
- Thionville (11-1870)
- Châtillon-sur-Seine (11-1870)
- Villers-Bretonneux (11-1870)
- Beaune-la-Rolande (11-1870)
- Champigny (11-1870)
- Orléans (12-1870)
- Loigny (12-1870)
- Châteauneuf (12-1870)
- Beaugency (12-1870)
- Longeau (12-1870)
- l’Hallue (12-1870)
- Siège de Péronne (1871)
- Bapaume (01-1871)
- Villersexel (01-1871)
- Le Mans (01-1871)
- Héricourt (01-1871)
- Saint-Quentin (01-1871)
- Buzenval (01-1871)

La  seconde bataille de Buzenval ou bataille du mont Valérien se déroula le 19 janvier 1871, pendant la guerre franco-allemande, sur le territoire des communes de Rueil-Malmaison, Garches et Saint-Cloud, alors en Seine-et-Oise. Les troupes assiégées dans Paris tentèrent une sortie en direction de Versailles, où Guillaume Ier (proclamé empereur la veille) avait établi ses quartiers généraux. 
Succédant à la vaine tentative de Champigny un mois et demi plus tôt, cette seconde sortie, insuffisamment préparée et d'un intérêt stratégique discutable, est imaginée et conduite, dans un contexte politique de dissension, par le général Trochu, gouverneur militaire de Paris et président du gouvernement provisoire, pour « calmer » les ardeurs des Parisiens les plus bellicistes. Son échec exacerbe, au-delà de la défaite de la « République de 1870 », la division entre partisans d'une paix négociée, plutôt soutenus par la Province et l'Armée, et partisans de la « résistance à outrance », où se comptent une majorité de la Garde nationale.

## Composition
« L'armée était partagée en trois colonnes principales, composées de troupes de ligne, de garde mobile et de garde nationale mobilisée incorporée dans les brigades.
- La colonne de gauche, sous les ordres du général Vinoy, devait enlever la redoute de Montretout, les maisons de Béarn, Pozzo di Borgo, Armengaud et Zimmermann.

- La colonne du centre, sous les ordres du général de Bellemare, avait pour objectif la partie du plateau de la Bergerie à Buzenval.

- La colonne de droite, commandée par le général Ducrot, devait opérer sur la partie ouest du parc de Buzenval et attaquer Longboyau, pour se porter sur le haras Lupin [à Vaucresson]. »

— Rapport du général Trochu au général Schmitz, 20 janvier 1871, 9 h 30 du matin.

## Unités engagées

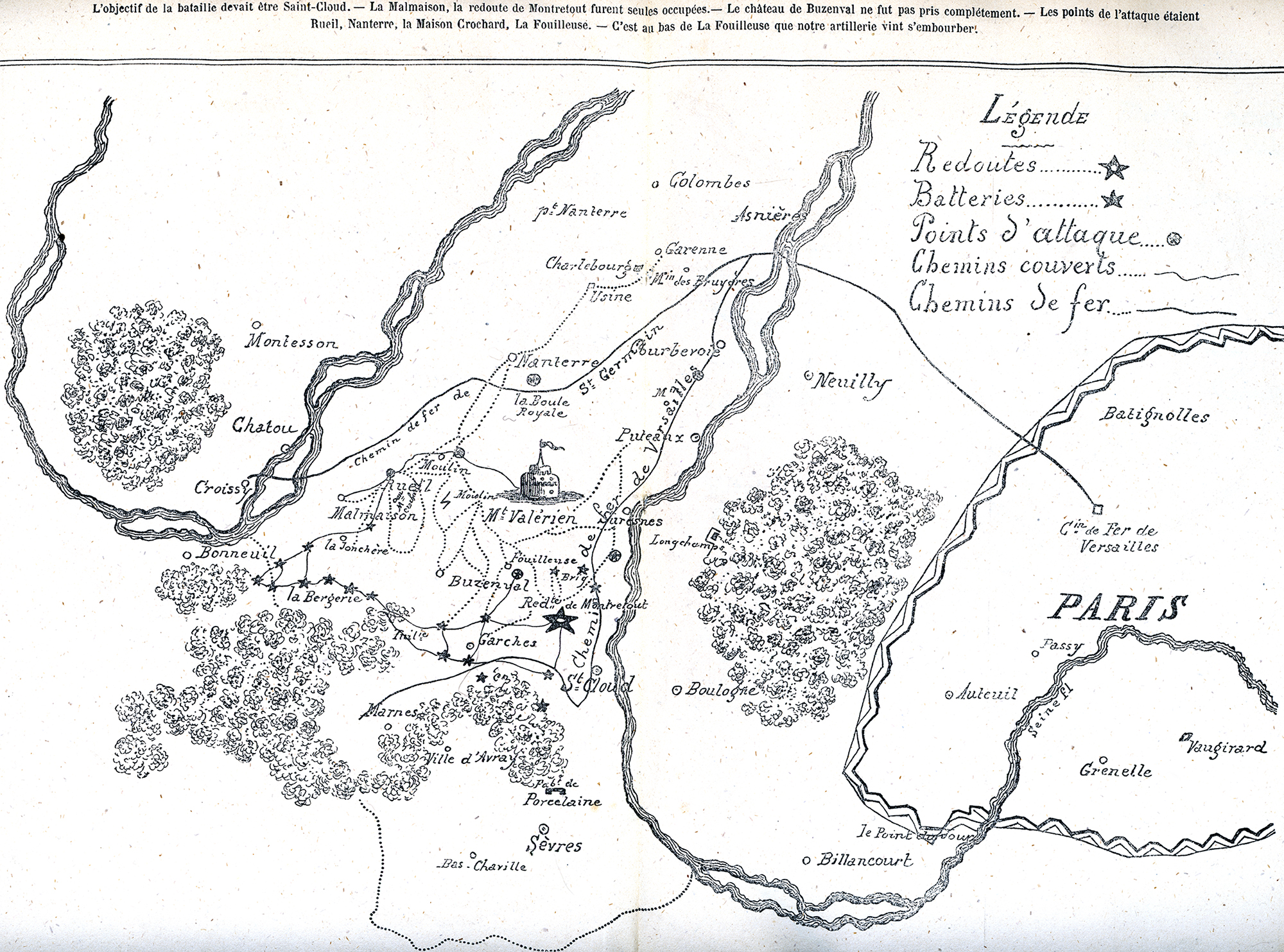
Plan de la bataille de Buzenval paru dans Paris-Journal en 1870-1871.

Principales unités des forces françaises ayant participé à la bataille :
- Garde nationale (en particulier le 19e régiment de marche)
- 16e régiment d'infanterie de ligne
- 35e régiment d'infanterie de ligne
- 115e régiment d'infanterie de ligne
- Mobiles du Loiret

## La préparation
90 000 hommes sont rassemblés, dont la moitié est composée par la Garde nationale. C'est la première fois depuis le début du siège que cette dernière est utilisée dans une opération importante.
La concentration d'un tel effectif dans une zone étroite et escarpée a été très difficile et laborieuse et s’est effectuée pendant une nuit obscure.

« Toutes les voies de communication ayant accès dans la presqu’île de Gennevilliers, y compris les chemins de fer, ont été employées pour la concentration de ces forces considérables et, comme l'attaque devait avoir lieu dès le matin, la droite, qui avait un chemin extrêmement long (12 kilomètres) à parcourir au milieu de la nuit, sur une voie ferrée qui se trouve obstruée, et sur une route qu'occupait une colonne d'artillerie égarée,  ne put parvenir à son point de réunion qu'après l'attaque commencée au centre et à gauche. »

— Rapport du général Trochu au général Schmitz, 20 janvier 1871, 9 h 30 du matin.
Les troupes sont déployées sur un front de six kilomètres seulement, ce qui va constituer une gêne pour les mouvements.
Les forces allemandes sont solidement retranchées dans ces zones, particulièrement dans le parc de Buzenval et le bois de Saint-Cucufa à la porte de Longboyau où auront lieu les combats les plus durs. Dès le soir du 18, les premières tranchées ennemies sont enlevées par les gardes nationaux du 72e bataillon de marche conduits par le capitaine Couchot.

## Déroulement
Les combats commencent à six heures et demie du matin.
Après avoir immédiatement occupé par surprise les maisons Béarn, Armengaud et Pozzo di Borgo, la colonne de gauche, sous les ordres du général Vinoy, engage un long et vif combat autour de la redoute de Montretout qui finit par être prise à 11 heures, les Allemands laissant 60 prisonniers. Les hauteurs au-dessus de Garches et de Saint-Cloud sont occupées. L'artillerie reçoit alors l’ordre d'occuper le plateau et de tirer sur Garches occupée par les Allemands. Vers trois heures de l’après-midi, la colonne de gauche, du général Vinoy, très vivement attaquée par des troupes allemandes, fléchit. La redoute est perdue et reconquise à trois reprises. Après avoir tenu ferme, les troupes françaises reprennent l’offensive, mais la nuit venue et le feu de l'ennemi continuant avec une violence extrême, elles doivent se retirer des hauteurs gravies le matin.
La colonne du centre, sous les ordres du général de Bellemare, occupe la maison dite du Curé puis pénètre par une brèche dans le parc de Buzenval. Elle prend et tient le château et les hauteurs de Buzenval ainsi que deux autres points stratégiques avant d’attaquer la maison Craon et vers le plateau de la Bergerie. La fusillade est alors très vive dans un brouillard intense. Parvenues sur la crête de la Bergerie, les troupes françaises doivent employer une partie de leurs réserves pour se maintenir sur les positions dont elles se sont emparées en attendant que la droite soit appuyée. Vers quatre heures, un retour offensif de l'ennemi entre le centre et la gauche de leurs positions, exécuté avec une violence extrême, fait reculer les troupes, qui, cependant, regagnent une partie du terrain vers la fin de la journée.
La colonne de droite, sous les ordres du général Ducrot, arrivée avec 2 heures de retard, soutient les 2 autres colonnes vers les hauteurs de la Jonchère où s’engage un vif combat de mousqueterie.

« Sa droite, établie à Rueil, est canonnée de l'autre côté de la Seine par des batteries formidables, contrebattues par l'artillerie qu'elle a à sa disposition et par le Mont-Valérien. »

— Rapport du général Trochu au général Schmitz, 20 janvier 1871, 9 h 30 du matin.
Les combats s'engagent vivement sur la porte de Longboyau où la colonne rencontre une résistance acharnée, en arrière de murs et de maisons crénelées qui bordent le parc. Malgré plusieurs attaques des troupes de ligne et de la garde nationale, le général Ducrot ne peut gagner du terrain.
À sept heures du soir le général Trochu ordonne la retraite. Les troupes font alors mouvement vers l'arrière, dans les tranchées, entre les maisons Crochard et le Mont-Valérien dans un grand désordre par l'unique chemin qui mène au rond-point des Bergères. À la faveur de l'obscurité, l'ennemi se glisse dans le bois de Saint-Cucufa d'où il fusille à bout portant les Volontaires de Montrouge, dont Henri Regnault, au moment de leur passage.
Trois cent cinquante mobiles bretons commandés par Lareinty, chef du bataillon de la Loire-Inférieure, sont oubliés au moment de la retraite[réf. nécessaire] dans la maison Zimmerman où ils se sont retranchés. Ils se défendent durant la matinée du 20 janvier contre sept mille assaillants[réf. nécessaire]. Leurs munitions épuisées, les trois cent vingt soldats et dix huit officiers restants consentent à se rendre à trois heures de l'après midi.

## Bilan
Les Allemands, ayant été surpris par la soudaineté de l'entreprise, et malgré leurs solides retranchements, cèdent leurs positions après des combats opiniâtres.

« Vers quatre heures, un retour offensif de l'ennemi entre le centre et la gauche de nos positions, exécuté avec une violence extrême, fit reculer nos troupes qui cependant se reportèrent en avant vers la fin de la journée. La crête fut encore une fois reconquise, mais la nuit arrivait, et l'impossibilité d'amener l'artillerie pour constituer un établissement solide sur des terrains déformés, arrêta nos efforts. Dans cette situation, il devenait dangereux d'attendre, sur ces positions si chèrement acquises, une attaque de l'ennemi qui, amenant des forces de toutes parts, ne devait pas manquer de se produire dès le lendemain matin. Les troupes étaient harassées par douze heures de combat et par les marches des nuits précédentes employées à dérober les mouvements de concentration. »

— Rapport du général Trochu au général Schmitz, 20 janvier 1871, 9 h 30 du matin.

## Pertes
Durant cette bataille, les personnalités suivantes, engagées dans cet assaut, furent tués ou mortellement blessées :
- le colonel François Rochebrune (1830-1871), commandant le 19e régiment de marche de la Garde nationale, qui s"était illustré lors de l'insurrection de 1863 en Pologne,
- le lieutenant-colonel Philippe Conquéré de Monbrison (d), commandant des mobiles du Loiret),
- le jeune peintre Henri Regnault, tué à l'âge de 27 ans,
- le jeune peintre et caricaturiste Albert Coinchon, tué à l'âge de 25 ans[4],
- Gustave Lambert, chef d'une expédition au Pôle Nord.

Le Gouverneur de Paris envoie ce rapport à son chef d'état-major, le général Schmitz :

« Nos pertes sont sérieuses ; mais, d'après le récit des prisonniers prussiens, l'ennemi en a subi de considérables. Il ne pouvait en être autrement après une lutte acharnée qui, commencée au point du jour, n'était pas encore terminée à la nuit close.
C'est la première fois que l'on a pu voir, réunis sur un même champ de bataille, en rase campagne, des groupes de citoyens unis à des troupes de ligne, marchant contre un ennemi retranché dans des positions aussi difficiles ; la garde nationale de Paris partage avec l'armée l'honneur de les avoir abordées avec courage, au prix de sacrifices dont le pays leur sera reconnaissant profondément »

— Rapport du général Trochu au général Schmitz, 20 janvier 1871, 9 h 30 du matin.

## Conséquences

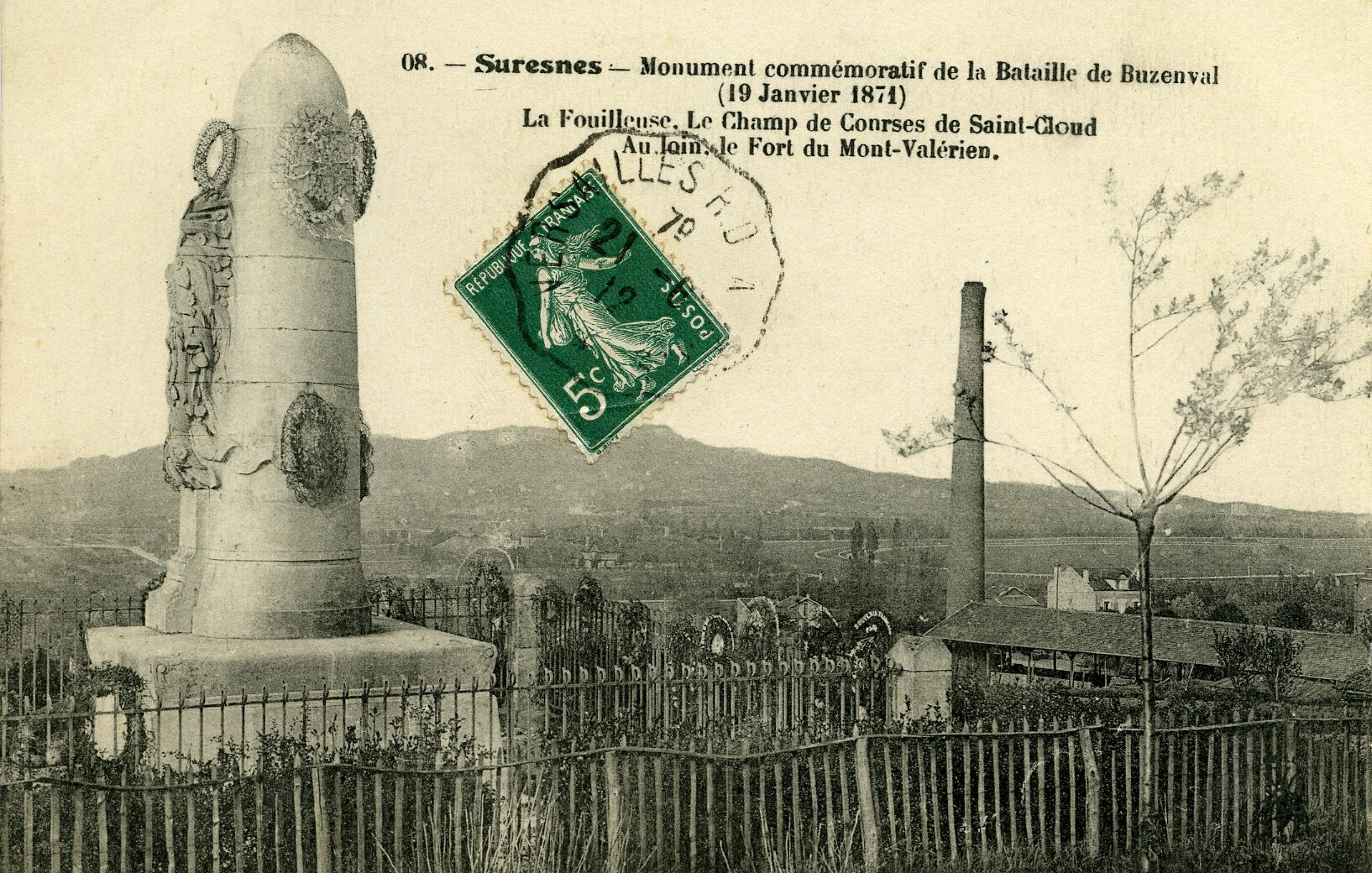
Monument commémoratif (contrairement à ce qu'indique la légende, il est situé à Rueil, seul le mont Valérien en arrière-plan étant sur la commune de Suresnes).

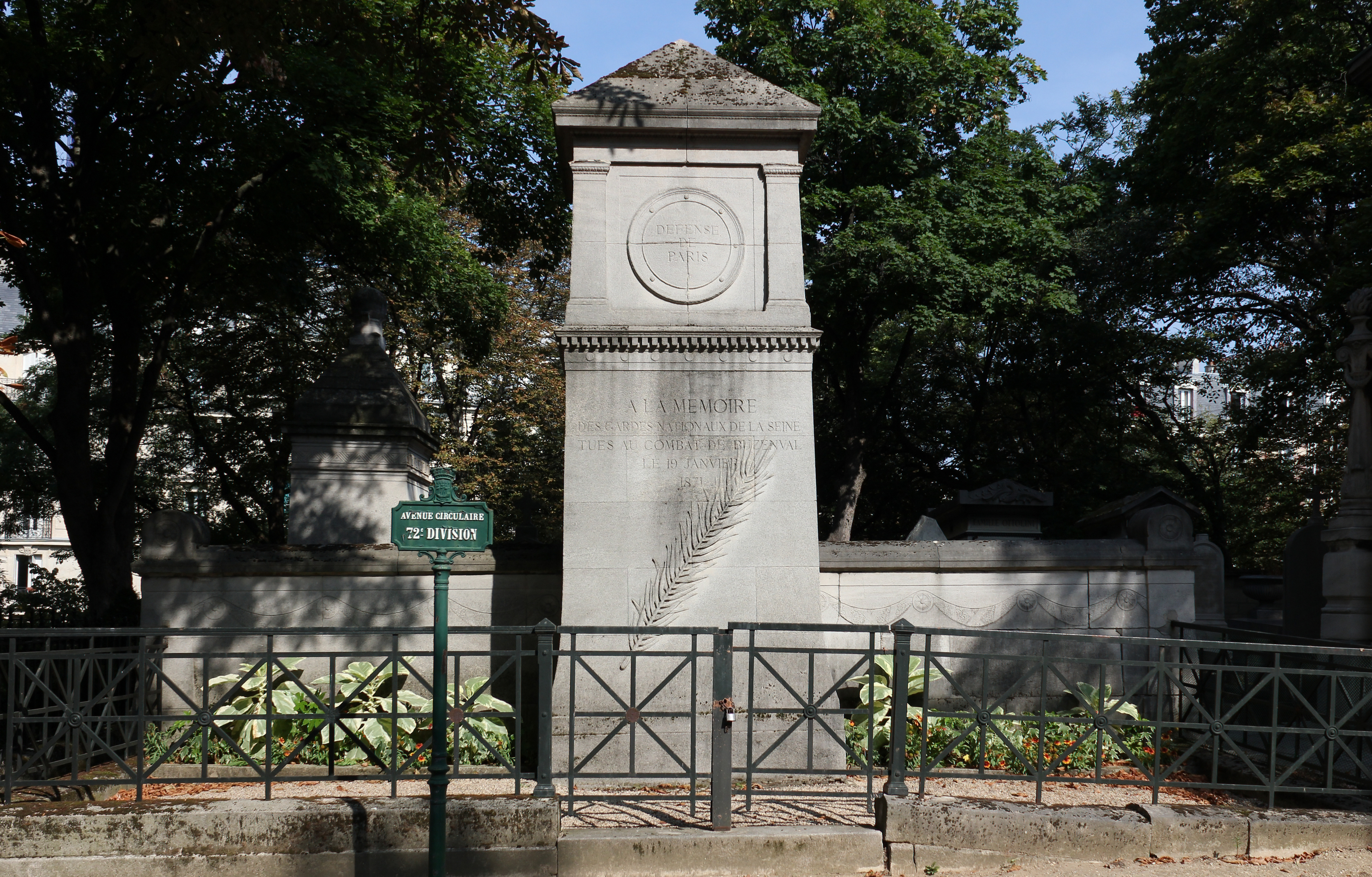
Monument au cimetière du Père-Lachaise à la mémoire des Gardes nationaux de la Seine tués au combat de Buzenval le 19 janvier 1871.

Les Français n'auront plus les moyens de mettre fin au siège de Paris en effectuant de telles sorties.
Le 20 au matin, du fort du Mont-Valérien, Trochu adresse au gouvernement qu'il préside une recommandation de négocier un armistice de deux jours pour retirer les blessés. Cet armistice est signé comme une capitulation le 26 janvier. Entretemps, le 21 au soir, Trochu, tenu pour responsable de l'échec, abandonne, tout en conservant la présidence du gouvernement, le commandement militaire de la ville de Paris à Joseph Vinoy, lequel capitule dix jours plus tard. Des éléments de la Garde nationale opposés à l'armistice tentent un soulèvement le 22 janvier.
Le 27 janvier, l'éloge funèbre du capitaine Couchot, qui préféra avec deux sections donner l'assaut plutôt qu'obéir à l'ordre de retraite donné par Trochu, est prononcé au cimetière de l'Est, à Boulogne, par le maire d'Auteuil Henri Martin, en forme d'appel à la résistance, décrétée « à outrance » par la « République de 1870 », appel qui se concrétisera par la constitution du Comité central de la Garde nationale.
À l'inverse de l'état-major de l'armée de métier, qui ralliera très majoritairement le corps des Versaillais, le corps des Volontaires de Montrouge rejoindra le commandement du général Duval et la Commune de Paris.
À la demande du département de la Seine, l'architecte Charles Chipiez réalise un monument commémoratif de cette bataille. Situé rue du Général-Colonieu à Rueil-Malmaison, il figure un grand obus de pierre orné de guirlandes.